# Жуковка (Киевская область)
Жуковка (укр. Жуківка) — село, входит в Згуровскую поселковую общину Броварского района Киевской области Украины. До 2020 года входило в состав Згуровского района.
Население по переписи 2001 года составляло 816 человек. Почтовый индекс — 07643.

## Местный совет
07643, Киевская обл., Згуровский р-н, с. Жуковка, ул. Ленина, 72